# سارا بیاسانی
سارا بیاسانی (به انگلیسی: Sarah Biasini) (زاده ۲۱ ژوئیه ۱۹۷۷) بازیگر فرانسوی است.